# イプシロン・ザ・ロケット
『イプシロン・ザ・ロケット EPSILON THE ROCKET』（副題：新型固体燃料ロケット、誕生の瞬間）は、宇宙航空研究開発機構（JAXA）が開発したイプシロンロケット初号機（試験機）の、開発から打ち上げまでを撮影した写真集である。著者（撮影者）は写真家の西澤丞で、ロケット打ち上げから約2ヶ月後の2013年11月にオライリー・ジャパンより刊行された（販売元はオーム社）。さらに、2014年3月には写真集の姉妹コンテンツとして電子書籍「もうひとつの“イプシロン・ザ・ロケット”」が、ソニー・ミュージックコミュニケーションズよりリリースされた（配信はiBooks Store）。
撮影に際しては取材申請から実現までに7年を要した。

## 内容
町工場での部品製造にはじまり、艤装、試験、人工衛星、輸送、組み立て、射座据付、打ち上げと、ロケット開発の一連の流れを開発者のインタビューと共に掲載している。読売新聞の書評では、「安全保障にかかわる重要技術」であるロケットの部品を「思わず息をのんだ」という美しさで表現した点が取り上げられている。

## クレジット
- 写真：西澤丞
- 企画立案、編集、構成：中島史朗、西澤丞
- プロデュース：眼龍千里
- アートディレクション：中島史朗
- インタビュー・執筆：今村勇輔
- 進行：田村英男
- デザイン：川本拓三、大坪さつき
- アカウント：村田宏、城所由起
- 企画・制作：ソニーミュージック・コミュニケーションズ
- 協力：宇宙航空研究開発機構（JAXA）
- 発行所：オライリージャパン
- 発売元：オーム社

## 書誌
- 発行：2013年11月11日
- ISBN：978-4-87311-639-6

## 電子書籍「もうひとつの“イプシロン・ザ・ロケット”」
写真集には未公開の写真100点以上や、開発現場ムービーで構成された電子コンテンツ。
- 企画立案・編集・構成・執筆：中島史朗、西澤 丞
- 写真：西澤 丞
- 電子書籍制作：林 拓也
- 企画・制作・発行：ソニー・ミュージックコミュニケーションズ
- 協力：宇宙航空研究開発機構（JAXA）